# صمام ثلاثي الشرفات
الدسام ثلاثي الشرف أو الصمام ثلاثي الشرف (بالإنجليزية: Tricuspid valve)‏ هو الدسام الواقع بين الأذين الأيمن والبطين الأيمن. يحتوي الدسام ثلاثي الشرف على ثلاث شرف تتصل بثلاث عضلات حليمية بواسطة الحبال الوترية.

## البنية
يملك الصمام ثلاثي الشرفات عادةً ثلاث وريقات أمامية وخلفية وحاجزية. تربط الأحبال الوترية كل وريقة بعضلات البطين الأيمن الحليمية الموافقة لها. قد تملك بعض الصمامات وريقتين أو أربع وريقات، وقد يتغير الرقم على مدى العمر.

## الوظيفة

يظهر الشكل قلب نابض بمقطع طولي مع إزالة الجدران الأمامية للبطينين. يشاهد الصمام ثلاثي الشرف الموجود في البطين الأيمن في الجزء الأيسر من هذا الرسم التوضيحي. يمكن رؤية الوريقات الثلاث والأحبال الوترية المرتبطة بها والعضلات الحليمية.

يعمل الصمام ثلاثي الشرفات كصمام أحادي الاتجاه ينغلق أثناء الانقباض البطيني ليمنع عودة الدم من البطين الأيمن إلى الأذين الأيمن. يفتح الصمام أثناء الانبساط البطيني ليتدفق الدم من الأذين الأيمن إلى البطين الأيمن. يسمى الاضطراب الذي يعود فيه الدم إلى الأذين الأيمن بقصور الصمام ثلاثي الشرف (أو ارتجاع الصمام ثلاثي الشرفات). قد يؤدي قصور الصمام ثلاثي الشرف إلى زيادة طليعة التحميل (الحمل القبلي) على البطين بسبب ضخ الأذين الدم المرتجع مع دم الدورة الدموية إلى البطين خلال الانبساط البطيني التالي. قد تؤدي زيادة الحمل على البطين الأيمن على مدى فترة طويلة من الزمن إلى توسع البطين، وهذا قد يتطور ليسبب قصور قلب أيمن إذا ترك دون تصحيح.

## الأمراض
لا يصنف قصور الصمام ثلاثي الشرف ضمن الأمراض النادرة.
قد يؤدي الحقن الوريدي للأدوية إلى التهاب الشغاف نتيجة إصابة الصمام بالإنتان. قد يصاب المرضى المستهلكون للمخدرات الوريدية وغيرها من الأدوية بالإنتان، وهذا قد ينتقل إلى الجانب الأيمن من القلب ليصيب الصمام ويسبب التهاب شغاف. تعتبر المكورات العنقودية الذهبية العامل المتهم الأول في هذه الحالة. يصيب التهاب الشغاف الجانب الأيسر من القلب لدى المرضى الآخرين الذين لا يملكون قصة حقن وريدي مسبق.
تؤثر حمى الروماتزم (الحمى الرثوية) على الصمام ثلاثي الشرفات مسببةً إما تضيق أو قصور. يولد بعض الأفراد بتشوهات خلقية في الصمام ثلاثي الشرفات. يسمى الانزياح القمي الخلقي لوريقات الصمام ثلاثي الشرفات بشذوذ إبشتاين، وهذا يسبب عادةً قصور في الصمام ثلاثي الشرفات.
تؤثر بعض المتلازمات السرطاوية على الصمام ثلاثي الشرفات؛ إذ يؤدي إنتاج السيروتونين إلى التليف.
أجريت أول عملية زرع داخل وعائية للصمام ثلاثي الشرف من قبل جراحي كليفلاند كلينك.